# Begonia microcarpa
Espèce
Synonymes
- Begonia microcarpa var. acuta L.B.Sm. & B.G.Schub.[1]

Begonia microcarpa est une espèce de plantes de la famille des Begoniaceae. Ce bégonia est originaire d'Amérique du Sud. L'espèce fait partie de la section Knesebeckia. Elle a été décrite en 1864 par Alphonse Pyrame de Candolle (1806-1893). L'épithète spécifique microcarpa signifie « à petits fruits ».

## Répartition géographique
Cette espèce est originaire des pays suivants : Colombie ; Équateur.

## Liste des variétés
Selon Tropicos (20 février 2017) (Attention liste brute contenant possiblement des synonymes) :
- variété Begonia microcarpa var. acuta L.B. Sm. & B.G. Schub.
- variété Begonia microcarpa var. villosa L.B. Sm. & B.G. Schub.